# 교감 신경 절제술
교감 신경 절제술(내시경 흉부 교감 신경 절제술 - Endoscopic thoracic sympathectomy, ETS) 은 손과 겨드랑이에서 땀이 지나치게 나는 발한 과다증 치료를 위해 주된 교감 신경에 대해 행하는 외과 수술이다.

## 절차
교감 신경은 척추와 늑골 (흉부) 가까이 있는 신경망이다.
이 신경 지맥들 중에 신경절을 형성하는 신경이 하나 있는데 이 신경이 지나치게 땀을 많이 나게 한다. 이 신경 제거는 외과적 절제, 소작 (뜸), 신경 지맥 절단을 통해서도 할 수 있지만, 최신 기술은 교감 신경에 티타늄 클립을 채우는 클리핑 기술이다.
손바닥 발한 과다증의 치료는 T3-T4 신경절을 대상으로 한다. 겨드랑이 발한 과다증과 중(中) 증 내지 경증 손바닥 발한 과다증은 T4-T5 신경절을 압박 한다. 수술후 나타날 수 있는 보상 성 발한 가능성이 높아지기 때문에, 더 위 쪽 (T2에 더 가까운) 신경절은 피해야 한다.

## 신체적, 정신적, 감정적 영향
교감 신경 절제술은 자율 신경 계 일부 기능을 없애는 것으로, 뇌에서 나오는 신호를 외과적 개입으로 교란해서 해당 문제를 없애거나 완화하는 것이다. 교감 신경 절제술을 하지 않는 의사들은 주로 이 시술 목적이 해부학적 기능 성 신경을 파괴하는 것이므로 시술 적합성에 의문을 가지고 있다.
환자마다 신경 기능의 해부학적 변화가 다 다르고 수술 기술에도 차이가 있기 때문에 교감 신경 절제술의 정확한 결과를 예측하는 것은 불가능하다. 자율 신경 시스템은 해부학적으로 명확하다고 할 수 없으며, 신경 기능을 없앴을 때 예상하지 못한 결과가 있을 수 있다. 같은 수준 손바닥 발한 과다증 때문에 교감 신경 절제술을 시술 받은 환자들 중 상당 수가 이런 예상 외 증상을 보이고 있다. 어떤 환자는 발 발한이 줄거나 없어진 반면 그렇지 않은 환자들도 있다. 발 발한에 대한 수술은 교감 사슬 반대 편 끝에 있는 요추 교감 신경 절제술 밖에 없다.

## 논란
교감 신경 절제술이 처음 행해진 스웨덴에서는 2003년 장애가 생긴 많은 환자들의 압도적인 불만 때문에 교감 신경 절제술이 금지되었다. 미국을 포함한 다른 나라들에서 교감 신경 절제술은 악명 높은 미 규제 수술에 들어간다.
지금 인터넷에서는 교감 신경 절제술의 효과를 극찬하는 외과의들이 운영하는 웹사이트들이 많이 있다. 그러나 교감 신경 절제술로 장애를 가지게 되어 직장 일이나 일상 생활을 하는 능력이 감퇴했으며 수술 전에 충분한 설명을 듣지 못했다는 등 심각한 역 반응을 호소하는 사람들이 운영하는 웹사이트들도 많이 있다. 교감 신경 절제술만을 대상으로 하면서 환자들 증언이 많이 있는 웹사이트와 토론 포럼도 몇 개 있다.